# Anthus similis

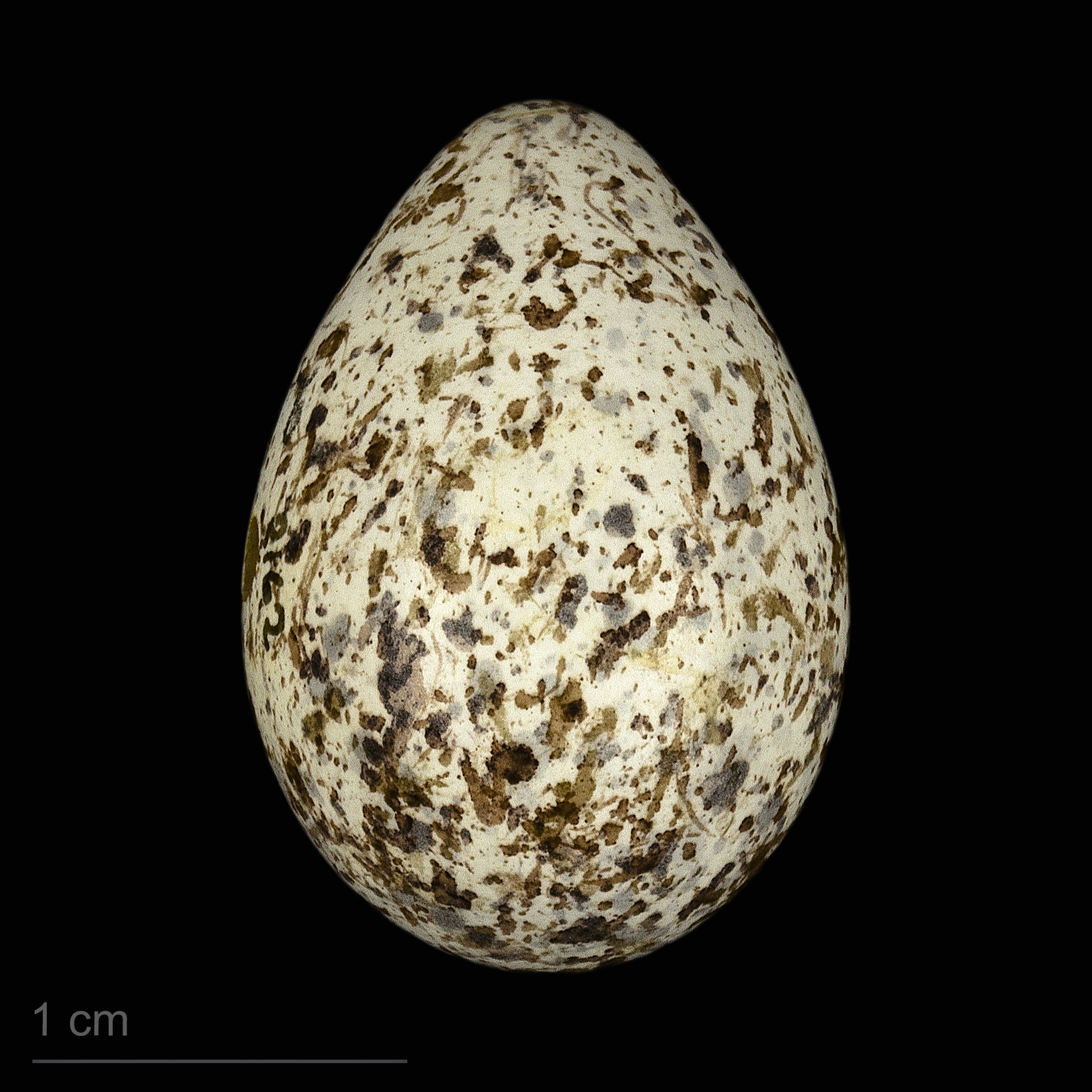
Anthus similis captus - MHNT

El bisbita piquilargo (Anthus similis) es una especie de ave paseriforme de la familia Motacillidae propia de África y el sur de Asia.

## Descripción
Mide unos 16 cm de largo, y es una especie indistinguible a nivel del suelo. Su dorso es color gris arenoso y sus partes inferiores son blancuzcas o ante claro. Es muy similar al bisbita campestre, aunque un poco más grande, su cola es más larga y su pico oscuro es algo más largo.
Su vuelo es fuerte y directo, y su llamada es un chupp característico. Su canto es un variado sri...churr...sri...churr…sri..churr. Se alimenta de semillas e insectos. Construye su nido sobre el suelo, y la puesta consiste de 2 a 4 huevos.

## Distribución y hábitat
Se le encuentra en una amplia zona. Se han definido varias subespecies para las poblaciones en  África, la península arábiga y el Sur de Asia. La mayoría de las aves son residentes o migran distancias relativamente cortas.
Su hábitat durante la reproducción son laderas secas abiertas con algunas rocas y vegetación baja.